# Arte romanica

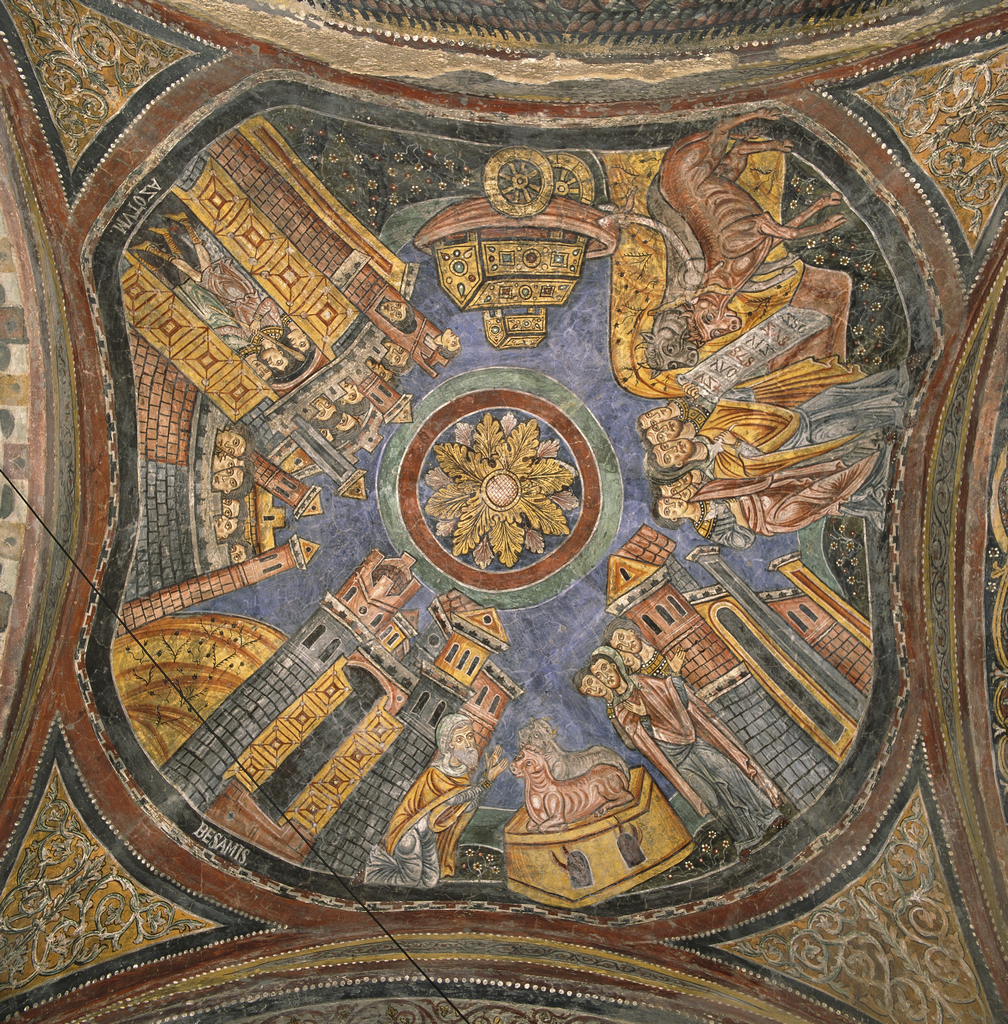
Affreschi della cripta di San Magno nella cattedrale di Anagni.

L'arte romanica è la fase dell'arte medievale europea che deriva dal romano antico, che si è sviluppata a partire dalla fine del X secolo fino all'affermazione dell'arte gotica, cioè fin verso la metà del XII secolo in Francia e i primi decenni del successivo in altri paesi europei (Italia, Inghilterra, Germania, Spagna). Nel 1819 lo storico William Gunn applicò il suffisso -esque o -esco per identificare un'arte che, benché derivata da quella romana, appariva imperfetta e fantasiosa.
Intorno alla stessa epoca lo scrittore francese Adrien de Gerville proponeva di chiamare "romane" tutta l'architettura medievale precedente il gotico, come prodotto degenere dell'architettura romana. In seguito, verso la metà del secolo, l'archeologo Arcisse de Caumont divise tutta l'architettura post antica in tre periodi: l'arte romanica primitiva, dal V secolo alla fine del X secolo; il romanico intermedio, dal tardo X secolo alla fine dell'XI; infine il romanico di transizione al gotico, nel XII. Dal 2007 il Consiglio d'Europa ha promosso un Itinerario Culturale del Consiglio d'Europa ideato per valorizzare, studiare e promuovere il patrimonio artistico e la conoscenza dell'arte romanica in Europa: Transromanica.

## Contesto storico

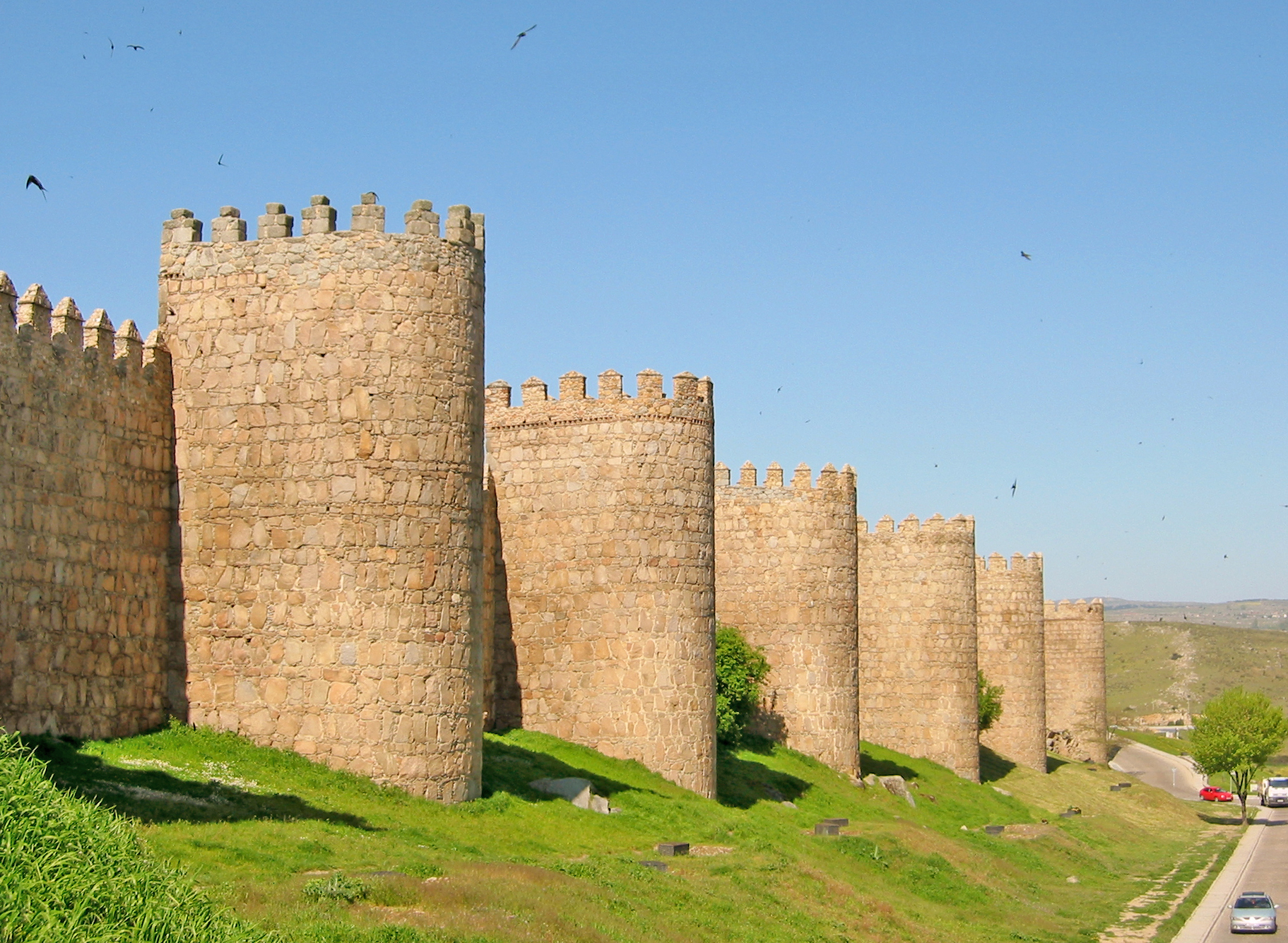
Le mura di Avila, iniziate nel 1090, con un perimetro di più di tre chilometri, 86 torri semicilindriche e 9 porte d'accesso

Dall'XI secolo alla prima metà del XII secolo l'Europa visse un periodo di grande modernizzazione: l'affinamento delle tecniche agricole (modernizzazione del giogo, dell'aratro con parti metalliche, chiamato "carruca", della rotazione triennale, l'uso dei mulini ad acqua e a vento, ecc.) permise di aumentare la produzione di generi alimentari, sollevando la popolazione dall'endemica scarsità di cibo e permettendo un incremento demografico; ripresero i commerci e si svilupparono i villaggi e le città quali sedi di mercati; crebbero le zone urbane e gradualmente fu possibile l'affermazione di un nuovo ceto sociale, quello "borghese" dedito alle attività manifatturiere e commerciali, intermedio tra la massa dei contadini e gli aristocratici o gli ecclesiastici.
Si assistette anche ad una ripresa dell'attività edilizia, della domanda di cultura e di investimenti artistici, soprattutto in zone più avanzate quali la pianura Padana, il Regno di Sicilia, la Toscana ed i Paesi Bassi. Il declino dell'autorità imperiale, ormai viva solo in Germania, veniva eclissato gradualmente dal feudalesimo, soprattutto in Francia, e dallo sviluppo delle autonomie cittadine, soprattutto in Italia. In queste zone non è più l'Imperatore o il vescovo a commissionare nuove opere edilizie, ma i signori locali, tramite cospicue donazioni che avevano una funzione di prestigio ma anche "espiatorie" del senso di colpa che veniva riscattato tramite "omaggio" in denaro o in opere d'arte verso istituzioni religiose a testimonianza della propria devozione e pentimento religioso.
Grande importanza rivestirono alcune abbazie come quella di Cluny, che fece da esempio anche per altre, quale baluardo della Santa Sede che non accettava nessuna ingerenza da parte dei feudatari locali. Dalla diatriba tra i poteri si arrivò infatti alla lotta per le investiture e al concordato di Worms (1122). Dopo la riforma e la liberazione dalle ingerenze locali i grandi monasteri trovarono una rinnovata spinta a manifestare il proprio prestigio tramite la glorificazione dell'Onnipotente in grandi edifici religiosi ed opere d'arte sacra. A Cluny per esempio nel giro di meno di un secolo si arrivò a costruire tre chiese abbaziali, una più magnifica dell'altra (la terza e ultima venne iniziata nel 1088 e consacrata nel 1130).
La società comunale è formata di uomini che lavorano, che producono, che ottengono ricchezza; uomini per i quali il lavoro è un bene. Nell'opera d'arte romanica devono apparire la materia e il lavoro umano che l'ha trasformata. La materia opaca attraverso la trasformazione operata dall'intelligenza dell'uomo ha preso forma razionale e non è più simbolo dell'assenza di luce, dell'assenza di Dio, del peccato. L'uomo si rende degno di Dio lavorando la materia che il Creatore gli ha fornito. Quindi l'arte preromanica e romanica non nasconde, come quella bizantina, la materia, ma la evidenzia negli edifici civili e religiosi, nella pittura e nella scultura.

## Origini e sviluppo
L'arte romanica assume l'aggettivo "romanica" perché si sviluppò nei territori che erano stati conquistati dai romani. Anche se differisce sotto molti punti di vista dall'arte romana, alcune caratteristiche sono comuni.
Il romanico rinnovò principalmente l'architettura e la scultura monumentale, quest'ultima applicata all'architettura stessa (come decorazione di portali, capitelli, lunette, chiostri...). Il nuovo stile nacque in Francia e sorse quasi contemporaneamente nella maggior parte dell'Europa, con caratteristiche comuni, che fanno dire che si tratta della medesima arte, pur con alcune differenze specifiche per ogni regione/nazione. In particolare, secondo lo studioso francese Henri Focillon, si tratta di uno sviluppo dell'arte bizantina ravennate, come dimostrerebbero le più antiche pievi della campagna fra Ravenna e Forlì, nelle quali già si ritrovano, in pieno alto medioevo, tutti gli elementi che saranno tipici del Romanico posteriore. Le differenze regionali sono una conseguenza della necessità di adattamento locale, mentre le linee di fondo possono essere ricondotte all'omogeneità culturale dell'Europa, alla veloce diffusione delle idee tramite la maggiore mobilità di merci e persone, siano esse mercanti, eserciti in marcia o pellegrini, senza dimenticare l'elemento unificatore della religione cristiana.
In base, dunque, agli studi di Focillon, il romanico precedette ed influenzò la nascita dell'arte ottoniana, che già possedeva, soprattutto in architettura, alcuni elementi comuni, come la spessa muratura, il trattamento delle pareti come materia plastica sulle quali creare particolari effetti, la schematizzazione in campate tramite l'alternanza tra colonne e pilastri. In ogni caso, lo stile romanico successivo al Mille risentì, a sua volta, dell'arte ottoniana stessa.
Ci furono uno studio e una riscoperta delle tecniche costruttive su scala monumentale dell'architettura romana (un altro collegamento evocato dal nome "romanico"), che permisero un recupero sostanziale di modelli antichi, a differenza dei precedenti recuperi "aulici" delle scuole di corte fiorite nelle epoche precedenti. In architettura vennero ripresi dall'arte antica il senso della monumentalità e della spazialità, ed usati estensivamente alcuni elementi particolari come l'arco a tutto sesto, il pilastro, la colonna e la volta.

## Architettura romanica

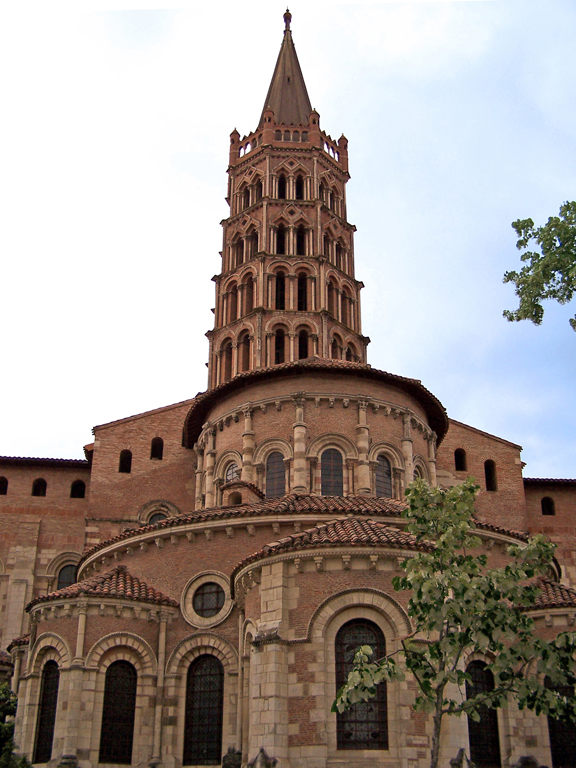
Saint-Sernin a Tolosa

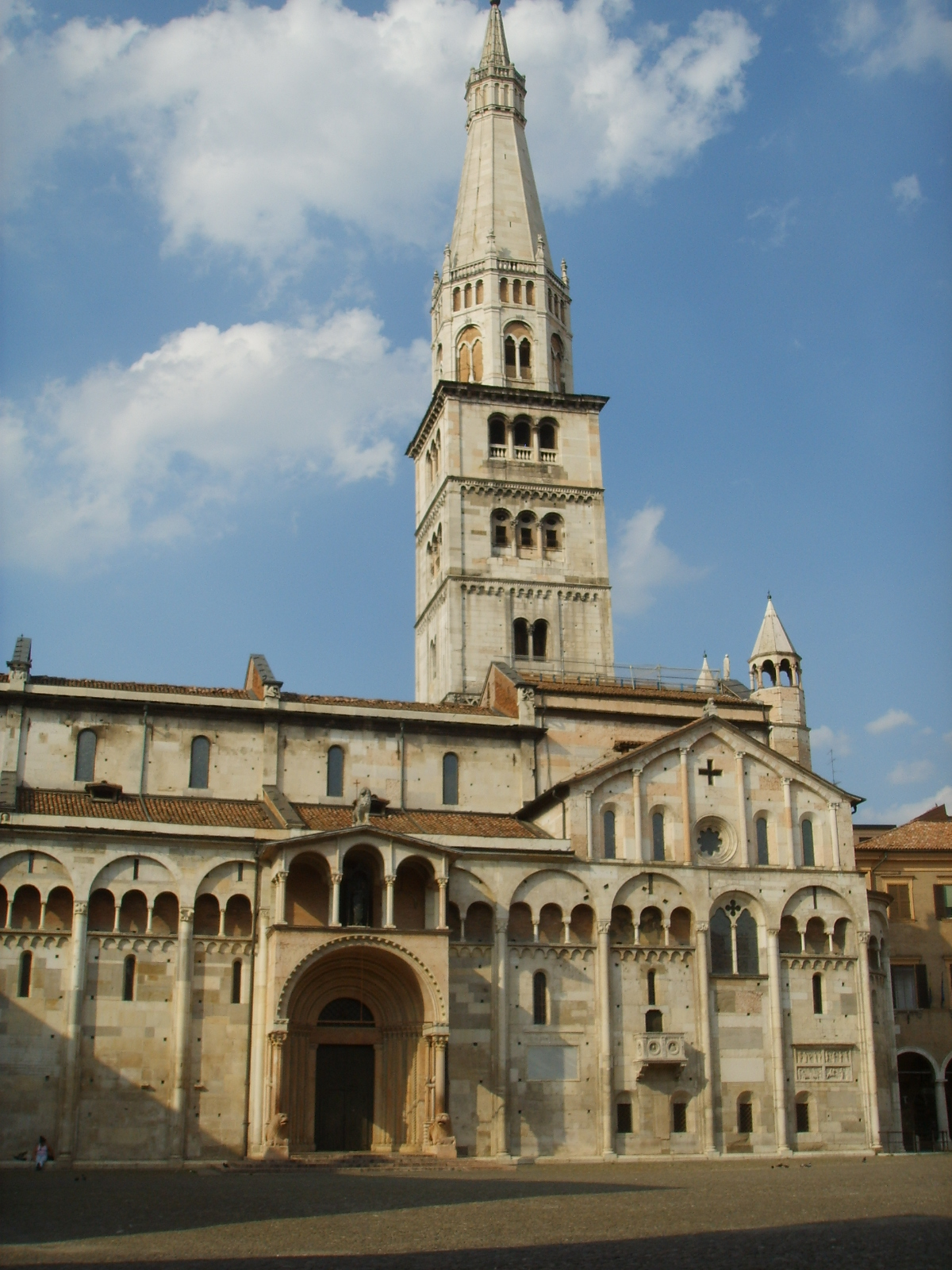
La Porta Regia sul fianco destro e la Ghirlandina del duomo di Modena

Innescati più circoli virtuosi nella società dell'epoca romanica, si ripercossero anche sulla produzione architettonica, con murature più regolari, pietre dalla forma perfettamente squadrata, uso della copertura a volte anche su grandi spazi.
Elementi dell'architettura romanica si erano affermati in Germania già all'epoca degli imperatori ottoniani, raggiungendo la Francia (soprattutto Borgogna e Normandia) e l'Italia settentrionale, centrale (Romanico lombardo e Romanico pisano) e meridionale (Romanico pugliese).
Generalmente l'epoca romanica viene suddivisa in tre periodi: un primo romanico (intorno al 1000); una fase di maturazione (circa 1080-1150) che vede perfettamente sviluppato il repertorio formale dello stile; infine una terza fase (1150-1250), limitata all'ambito germanico e parallela al neonato Gotico francese. I principali edifici pervenutici dell'epoca romanica sono sicuramente chiese ed altri edifici religiosi, essendo quasi del tutto perduti o profondamente stravolti in epoche successive gli esempi di edilizia civile monumentale, quali rocche e castelli.

### Caratteristiche strutturali
Nel XIX secolo la scuola positivista volle riconoscere come elemento qualificante dell'architettura romanica l'uso delle coperture a volta, in particolare delle volte a crociera, una semplificazione forse un po' forzata dal voler vedere un'evoluzione lineare tra arte alto medievale e arte gotica, che non corrisponde pienamente alla realtà. Se da un lato infatti edifici chiave dell'architettura romanica quali il Duomo di Modena o San Miniato al Monte di Firenze o la chiesa Abbaziale di Saint-Etienne a Caen furono inizialmente coperti con capriate, solo in seguito sostituite da volte, dall'altro lato l'uso delle volte a crociera, sebbene su zone più piccole, era già presente fin dall'inizio dell'XI secolo in area germanica e lombarda, come nella chiesa di Santa Maria Maggiore a Lomello e in Sardegna a San Pietro di Sorres (Borutta - SS) XII sec. Anche la caratteristica dell'uso di arcate cieche sulle pareti esterne è un motivo tipico sì del romanico, ma in uso senza soluzione di continuità in certe zone europee sin dall'epoca paleocristiana.
L'impianto planimetrico più frequente delle chiese romaniche era la croce latina; la navata veniva scandita in campate ritmiche: alla campata quadrata della navata centrale in genere corrispondevano nelle navate laterali due campate pur esse quadrate ma di lato dimezzato.
La cripta originariamente era limitata alla zona sottostante il coro, poi venne estesa come cripta a sala, quasi a creare una seconda chiesa inferiore. Nelle coperture delle cripte si trovano i primi tentativi di volte a crociera, che intorno all'XI secolo vennero impiegati anche nelle navate laterali. A partire dal 1080 fanno la loro comparsa nuovi tipi di copertura: volta a botte in Spagna e in Francia, spesso a sesto acuto (Borgogna, Poitou); cupole (Aquitania), volta a costoloni in Lombardia e a Durham; volta reticolare in Germania.
Per quanto riguarda le aperture e la luce, in un primo momento le chiese romaniche erano senz'altro più buie di quelle paleocristiane, per la minore presenza di finestre e la loro dimensione più piccola, retaggio dell'architettura dell'alto cane, che non era in grado di costruire palazzi di grandi dimensioni.
A volte le pareti esterne erano scandite da arcate cieche; mentre come entrata si utilizzavano portali a strombo, arricchiti con figurazioni scultoree ricavate nello strombo stesso.

## Scultura romanica
(Umberto Eco)

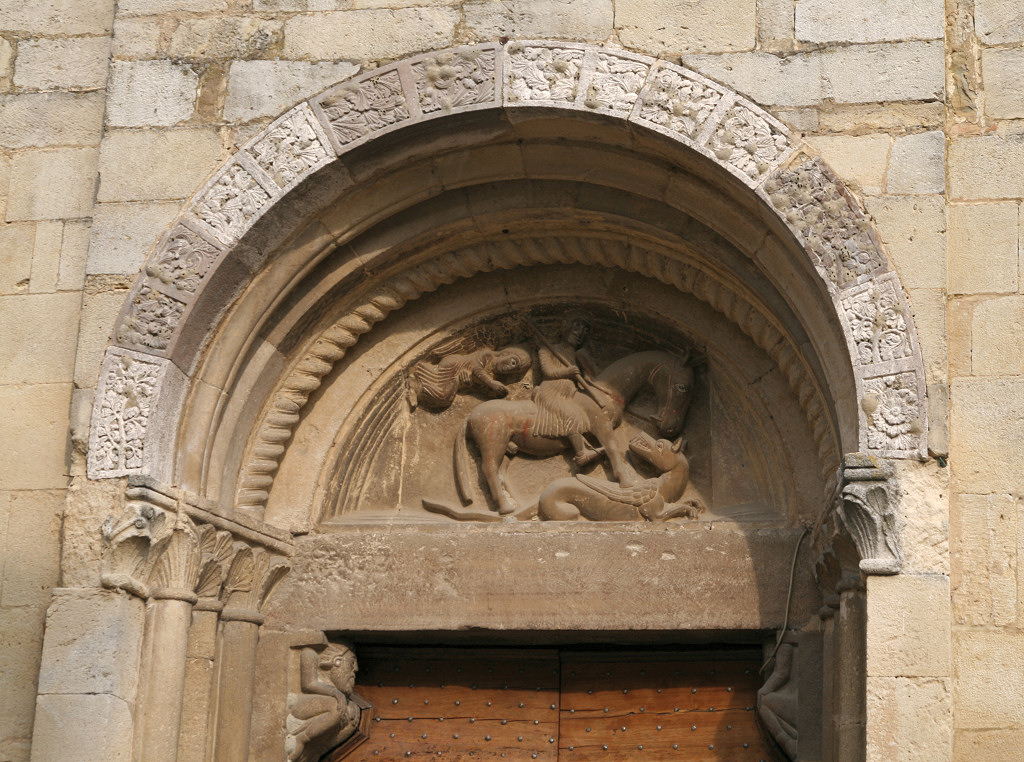
San Giorgio, Particolare dal portale della Pieve di San Giorgio, Vigoleno.

La scultura romanica nacque in stretto rapporto con l'architettura, decorando capitelli, architravi e archivolti di finestre e portali.
Ci fu una ripresa in più centri della scultura su scala monumentale (a Tolosa, a Moissac, a Modena, in Borgogna e nella Spagna settentrionale) a partire dall'XI secolo. Grazie a svariate influenze gli scultori crearono un repertorio del tutto nuovo, interpretando liberamente secondo sotto-scuole regionali. Si ebbero raffigurazioni del mondo animale e vegetale, oppure figurazioni e narrazioni legate ai testi sacri.
In particolare cambiò anche il pubblico che fruiva delle rappresentazioni, non essendo più una ristretta élite ecclesiastica o imperiale, ma un ben più ampio bacino di persone di strati sociali e culturali diversi. I temi, tratti dal Vecchio e Nuovo Testamento, raffigurati su portali di chiese e cattedrali con funzione didattica, dovevano essere soprattutto chiari ed efficaci.
I principali scultori in Italia furono Wiligelmo, attivo sicuramente a Modena, Nonantola e forse Cremona (e alcuni membri della sua bottega anche a Piacenza), Nicholaus (Sacra di San Michele, Sant'Eufemia a Piacenza, Cattedrale di Piacenza, Ferrara, Verona, forse anche a Parma) e, allo scadere del secolo XII, Benedetto Antelami, che si firmò esplicitamente nella lastra della Deposizione dalla croce del 1178, già parte di un pulpito, ora murata nella Cattedrale di Parma, più cripticamente nel Battistero, sempre a Parma, iniziato nel 1196. Numerose sono le opere riconducibili agli allievi dell'Antelami, come i Mesi del Maestro dei Mesi, già su un portale distrutto della Cattedrale di Ferrara.

## Pittura romanica

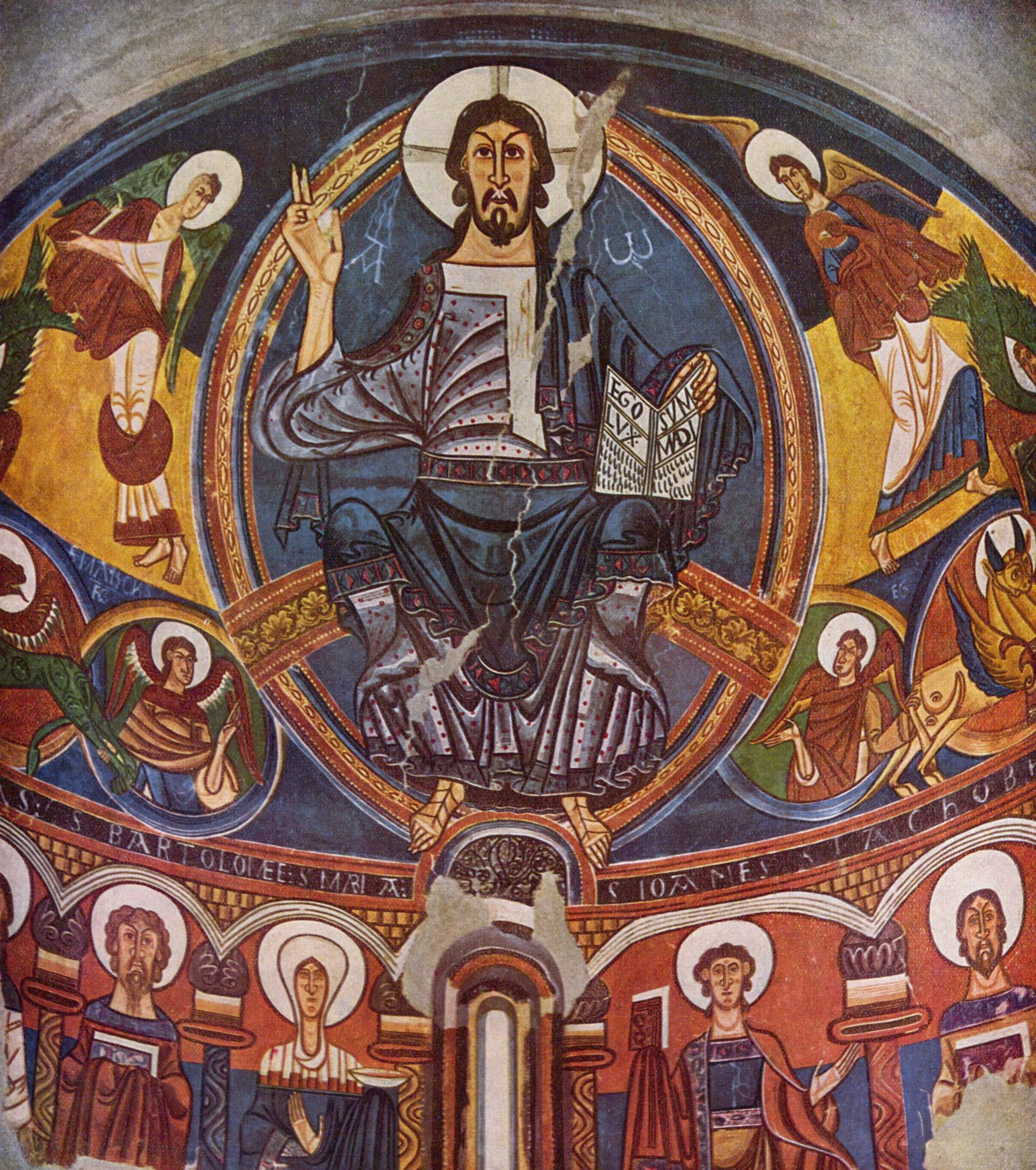
Cristo Pantocratore, 1123, affresco staccato dall'abside di San Clemente a Tahul; Barcellona, Museu Nacional d'Art de Catalunya

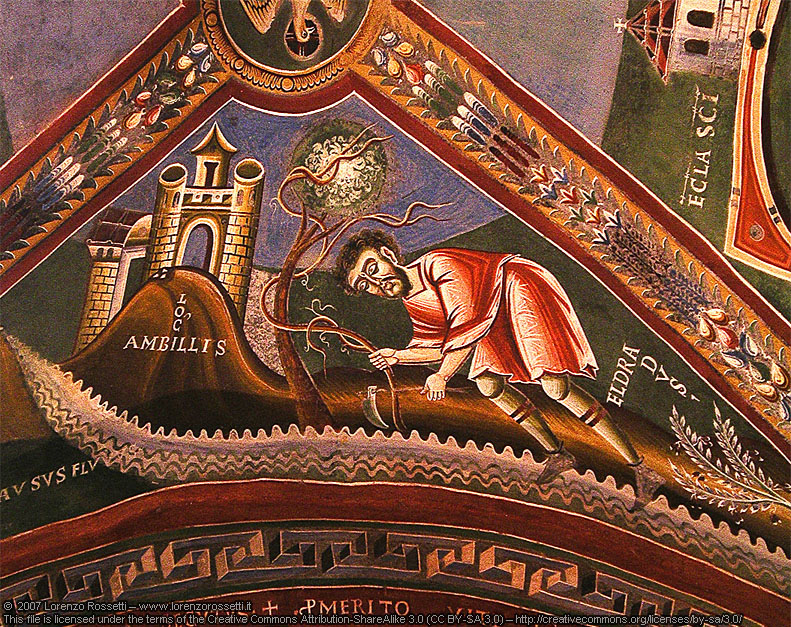
Vita di Sant'Eldrado affrescata nell'omonima cappella nel parco dell'abbazia di Novalesa

Con il termine pittura romanica si possono indicare le forme artistiche manifestatesi nell'Europa occidentale e centrale all'incirca tra la metà dell'XI e le soglie del XIII secolo, con sensibili variazioni da una regione all'altra. Questo periodo segna una transizione dall'arte carolingia e ottoniana verso stili più maturi, che andranno poi stemperandosi nella sempre più forte influenza bizantina nel corso del XIII secolo. 
In generale, la pittura romanica è caratterizzata da una forte spiritualità e un intento didattico, con l'obiettivo di educare i fedeli attraverso le immagini. Altre caratteristiche essenziali furono:
1. Stilizzazione e simbolismo: le figure sono spesso semplificate, con parti espressamente accentuate, all'insegna di un forte senso del simbolismo; non si ricercava la realtà fisica, ma l'espressione di concetti spirituali e teologici.
2. Colori vivaci e segno marcato: l'uso di colori vivaci e contrastanti era comune, non solo per attrarre l'attenzione dei fedeli, ma anche per simboleggiare differenti aspetti della fede cristiana; inoltre era spesso utilizzata una linea di contorno marcata, che generava eleganti effetti, rendendo al tempo stesso l'immagine più chiara e leggibile
3. Narratività: Le opere avevano spesso una forte componente narrativa, raccontando storie della Bibbia, della vita di Gesù, dei santi e dei martiri cristiani; questo era particolarmente importante in un'epoca in cui la maggior parte dei fedeli era analfabeta.

Otto Demus, non potendo avvalersi di raffronti stilistici validi per tutta Europa, scelse, per determinare l'inizio della pittura romanica, una serie di date comprese entro il terzo quarto dell'XI secolo e legate ad avvenimenti epocali per la storia continentale: il cosiddetto Scisma d'Oriente, la conquista normanna dell'Inghilterra e della Sicilia, la Reconquista spagnola, il momento culminante della lotta per le investiture e la chiamata di artisti bizantini all'abbazia di Montecassino ed a Venezia.
Tuttavia, se possiamo considerare già romanica la produzione pittorica dell'ultimo terzo del XI secolo, solamente nel corso del XII secolo, superata la fase iniziale dello sperimentalismo, nacque uno stile maggiormente unitario ed omogeneo, che assomma elementi diversi: da quelli delle varie tradizioni locali a quelli bizantini (per esempio in area veneta). Con la fine del XI secolo e l'inizio del secolo successivo, il nuovo linguaggio unitario subì un inarrestabile processo di disgregazione e svuotamento; con momenti e aspetti particolari nei diversi paesi, che vanno dall'espressionismo (il cosiddetto Zackenstil o stile "a zigzag" in Germania e Austria, prolungatosi fino alla fine del Duecento), ad un nuovo classicismo (il cosiddetto «stile 1200»), fino all'accentuazione del mai perduto influsso bizantino.
Una delle regioni dove esempi di pittura romanica sono pervenuti in quantità e qualità particolarmente cospicue è la Catalogna, che in quegli anni visse un periodo di forte importanza economica e fu un crocevia commerciale. 
In Italia sono esempi notevoli gli affreschi dell'abbazia di Novalesa in Piemonte (fine dell'XI secolo), quelli della cripta di Sant'Angelo in Formis a Capua (1075-1087 circa), quelli della basilica antica di San Clemente a Roma (1090-1100 circa), quelli della chiesa di San Pietro in Valle a Ferentillo. Tra le opere su tavola si possono indicare le opere di Alberto Sozio, di Margaritone d'Arezzo, del Maestro della Croce 434. 

### La raffigurazione di Gesù
Lo studioso Jacques Le Goff evidenzia che Dio è rappresentato più come Rex (re) che come Dominus (signore). Gli vengono infatti  attributi regali, simboli del potere universale: il trono, il sole, la luna, l'alfa, l'omega, i vegliardi dell'Apocalisse di Giovanni e talvolta la corona. "Questa sovranità regale di Cristo ispira la chiesa preromanica e romanica, concepita come un palazzo reale, derivato dalla rotonda reale iraniana convergente verso la cupola, oppure l'abside, dove troneggia il Pantocratore". Accanto a queste immagini troviamo il Cristo in croce con il fianco piagato ma in atteggiamento di vittoria sulla morte. Con l'appoggio della Chiesa l'immagine del Dio-Re favorisce il potere di re ed imperatori contro la feudalità: re ed imperatori sono infatti rappresentazioni terrene di Dio.
A fianco di questa iconografia appare quella del Dio Uomo, il Cristo Pastore, Cristo Dottore, un Cristo docente con vari attributi cristologici: mulino e frantoio mistici (il sacrificio fecondo di Gesù); Cristo cosmologico derivato dal simbolismo solare che appare al centro di una ruota (per esempio in una vetrata della cattedrale di Chartres); i simboli della vigna e del grappolo d'uva (con riferimento ai testi evangelici); il leone e l'aquila segni di potenza; il liocorno simbolo di purezza; il pellicano segno di sacrificio; la fenice simbolo di resurrezione e di immortalità.